# Bataille de Ba'rin
Période intermédiaire post-Première croisade
Batailles
- Arsouf
- Mélitène
- Croisades de secours
- Ramla (1er)
- Ramla (2e)
- Tripoli
- Harran
- Artah
- Ramla (3e)
- Croisade norvégienne
- Sidon
- Champ du Sang
- Hab
- Azâz
- Ba'rin
- Shaizar
- Édesse

La bataille de Ba'rin (ou Mont Ferrand) se déroula en juin 1137. L'armée du roi de Jérusalem Foulque V d'Anjou y fut défaite par l'atabeg de Mossoul Zengi. Celui-ci s'empara alors définitivement du château de Baarin. Foulque d'Anjou, qui s'était laissé enfermer dans la forteresse, dut verser 50 000 dinars pour pouvoir se retirer avec le reste de ses troupes.

## La bataille
L'atabeg Zengi, depuis son accession au pouvoir, poursuivait l'unification de la Syrie sous son égide. À la mi-juin 1137, il tenta sans succès de forcer Homs, dépendance du royaume bouride de Damas. Le 11 juillet, apprenant que les Francs accouraient afin de le surprendre, il se retira et marcha sur Montferrand.
À l'annonce des mouvements de Zengi autour de Homs, le jeune comte de Tripoli avait en effet fait appel à son oncle Foulque V, également son suzerain. Tous deux marchèrent alors vers Montferrand, dont la garnison, étroitement pressée, ne pouvait espérer tenir seule longtemps face à l'armée alépine. Les Francs choisirent une route directe et impraticable afin de traverser le Jebel Nosairi. L'armée alépine, qui se préparait  lever le siège de Montferrand, les surprit à la sortie du défilé. L'armée franque était de plus gênée par une longue colonne de ravitaillement. Elle fut donc mise en déroute sans pouvoir se déployer convenablement. Selon Ibn-Al Athir, "de part et d'autre, on montra beaucoup de bravoure". Plus de 2000 Francs périrent selon Kemal-Al Din, et le convoi de ravitaillement tomba sans coup férir. Le roi et une poignée de Francs réussirent à s'extraire avec peine, et s'enfermèrent dans la forteresse. 

## Le siège et la reddition
Devant la levée de tout l'arrière ban de Syrie et de Palestine, afin de constituer une grande armée de secours, Zengi, qui n'était pas arrivé à prendre la forteresse d'assaut malgré tous ses efforts, préféra négocier. Il accorda des conditions clémentes aux assiégés. Entre le 10 et le 20 août, il remit en liberté les prisonniers et offrit une robe d'honneur à Foulque à sa sortie de Montferrand. Par la suite, les Francs regrettèrent d'avoir livré le château lorsqu'ils rencontrèrent l'armée de secours. Les croisés ne devaient jamais reprendre Ba'arin. 